# 1998-as Fonogram díj átadása
Az 1998-as Arany Zsiráf-díjkiosztó

## Az év hazai albuma
Quimby - Diligramm (PolyGram-3T)
- Ákos - Beavatás (BMG)
- Cserháti Zsuzsa - Mennyit ér egy nő (Rózsa/Warner)
- Kispál és a Borz - Bálnák, ki a partra (PolyGram-3T)
- Sztevanovity Zorán - 1997 (PolyGram-3T)

## Az év külföldi albuma
Chumbawamba - Tubthumper (EMI-Quint)
- Celine Dion - Let's Talk About Love (Sony)
- Depeche Mode - Ultra (HMK)
- Eros Ramazzotti - Eros (BMG)
- Metallica - Reload (PolyGram)
- Prodigy - Fat Of The Land (HMK)
- U2 - Pop (PolyGram)

## Az év hazai felfedezettje
Tunyogi Orsi - Ha lemegy a nap (Sony)
- Baby Sisters - Jó estét nyár, jó estét szerelem (BMG)
- Bársony Attila - Bársony Attila (Sony)
- Publo Hunny - Definition Of Norma' Life (Magneoton)
- Warpigs - Rapid (PolyGram-3T)

## Az év hangfelvétele
LGT - 424 (BMG) hangmérnök: Závodi Gábor
- Ákos - Beavatás (BMG) hangmérnök: Dorozsmai Péter
- Cserháti Zsuzsa - Mennyit ér egy nő (Rózsa) hangmérnök: Tőzsér Attila
- Sztevanovity Zorán - 1997 (PolyGram-3T) hangmérnök: Kölcsényi Attila
- Tátrai Band - Különös álom (Magneoton) hangmérnök: Dorozsmai Péter

## Az év hazai koncertje
Cserháti Zsuzsa - Kongresszusi Központ (1997.12.28.)
- Ákos - Budapest Sportcsarnok (1997.05.24.)
- Demjén/Cserháti/Mándoki/Charlie/Somló (1997.12.30.)
- Kispál és a Borz - Petőfi Csarnok (1997.12.13.)
- Korál - Kisstadion (1997.09.19.)